# ФК Дачия Буюкан
ФК „Дачия“ (на молдовски: Fotbal Club Dacia Buiucani) е молдовски футболен клуб от град Кишинев, район Буюкан. Играе в Националната дивизия на Молдова на Молдова. Отборът играе домакинските си мачове на „Йома Арена“ в Кишинев с капацитет 2 000 места. Носител на Купата на страната за 2015/16.

## История
Основан на 25 септември 1997 година като КСКА Буюкан („Спортен Клуб за Деца и Младежи“) {{lang|mo|Clubul Sportiv pentru Copii și Tineret}, през юли 2011 получава сегашното си име.

## История на имената на клуба
| Години        | Име                             |
| 1997-2011     | КСКА Буюкан CSCA Buiucani       |
| юли 2011-2017 | Дачия-2 Буюкан Dacia-2 Buiucani |
| март 2018-    | Дачия Буюкан Dacia Buiucani     |

## Успехи
- Национална дивизия на Молдова:
  -  Бронзов медал (2): 1994/95, 2009/10
- Купа на Молдова:
  -  Носител (1): 2015/16
  -  Финалист (3): 2010/11, 2016/17, 2022/23
- Суперкупа на Молдова:
  -  Финалист (1): 2016
- Дивизиона „А“/Лига 1: (2 ниво)
  -  Победител (1): 2022/23
  -  Второ място (2): 2013/14, 2019
- Дивизиона „Б“: (3 ниво)
  -  Второ място (1): 2018